# Kontumace (sport)
Kontumace je porážka přiznaná v neprospěch týmu od „zeleného stolu“, neboli přiznaná úředně (tedy nikoliv na základě výsledku uhraného na hřišti). Důvodem pro kontumaci utkání je obvykle závažné porušení pravidel platných pro konkrétní soutěž. Takové porušení může například nastat v případě, že za tým do utkání nastoupí hráč, který je ve skutečnosti registrován v jiném týmu. Přehled provinění, za něž hrozí postih formou kontumace utkání, je uveden v pravidlech či propozicích pro danou soutěž nebo turnaj.

## Kontumační výsledek
V případě kontumovaného utkání je výsledek zápasu upraven v poměru 0:x v neprospěch proviněného mužstva. Číslovka x je v tomto výsledku pro každý sport jiná. Její konkrétní podobu udává následující tabulka:
| Sport           | Podoba kontumačního výsledku (z pohledu proviněného mužstva) |
| --------------- | ------------------------------------------------------------ |
| fotbal          | 0:3                                                          |
| lední hokej     | 0:5                                                          |
| házená          | 0:10                                                         |
| národní házená  | 0:10                                                         |
| ragby           | 0:26                                                         |
| šachy           | 0:8 (0:1)                                                    |
| florbal         | 0:5                                                          |
| basketbal       | 0:20                                                         |
| šipky           | 0:18                                                         |
| lakros          | 0:10                                                         |
| americký fotbal | 0:35                                                         |
| volejbal        | 0:3                                                          |
| softbal         | 0:7                                                          |